# NGC 3392
NGC 3392 est une galaxie elliptique située dans la constellation de la Grande Ourse. NGC 3392 a été découverte par l'astronome germano-britannique William Herschel en 1791.

## Caractéristiques
NGC 3392 est une galaxie active à larges raies d’émissions optiques (BLAGN) et également une galaxie de type Seyfert 1.

### Distance
Sa vitesse par rapport au fond diffus cosmologique est de 3 341 ± 8 km/s, ce qui correspond à une distance de Hubble de 49,3 ± 3,5 Mpc (∼161 millions d'al).
À ce jour, trois mesures non basées sur le décalage vers le rouge (redshift) donnent une distance de 65,867 ± 13,407 Mpc (∼215 millions d'al), ce qui est à l'extérieur des valeurs de la distance de Hubble. Notons cependant que c'est avec la valeur moyenne des mesures indépendantes, lorsqu'elles existent, que la base de données NASA/IPAC calcule le diamètre d'une galaxie et qu'en conséquence le diamètre de NGC 3392 pourrait être d'environ 14,8 kpc (∼48 300 al) si on utilisait la distance de Hubble pour le calculer.

## Paire de galaxies
Les galaxies NGC 3392 et NGC 3394 font partie d'une paire de galaxies rapprochées.

## Supernova
La supernova SN 2010Y a été découverte le 8 février 2010 dans NGC 3392 par l'astronome amateur italien Giancarlo Cortini. Cette supernova était de type Ia.